# Frauke Haasemann
Frauke Haasemann (* 25. November 1922 in Rendsburg; † 15. April 1991 in Princeton) war eine deutsche Sängerin (Alt) und Hochschullehrerin für Chorleitung.

## Leben
Frauke Haasemann studierte Kirchenmusik an der Hochschule für Kirchenmusik der Evangelischen Kirche von Westfalen in Herford. Sie ergänzte ihre Ausbildung durch ein Gesangsstudium an der Folkwang Universität der Künste. 1951 begann sie ihre Laufbahn als Oratoriensängerin, wobei sie sich auf die Musik des Barock spezialisierte. Sie war Solistin der Westfälischen Kantorei, mit der sie ausgedehnte Konzerttourneen durch Europa, Asien und Amerika unternahm. Des Weiteren war sie als Chorleiterin tätig. Sie übte u. a. mit dem Westminster Symphonic Choir für seine Auftritte in New York und Philadelphia. Sie lehrte als Professorin für Chorleitung am Westminster Choir College in Princeton.

## Auszeichnungen
- Ehrendoktorwürde des Westminster Choir College in Princeton[1]

## Veröffentlichungen
- 1981: Voice Building for Choirs
- zusammen mit Wilhelm Ehmann: Handbuch der chorischen Stimmbildung. Bärenreiter, Kassel 1984, ISBN 978-3-7618-0691-3.
- 1990: Group Vocal Technique